# Megaforce Records
Megaforce Records je americké nezávislé hudební vydavatelství, jež v roce 1982 založili Jon Zazula a jeho žena Marsha Zazula za účelem vydání prvních skladeb skupiny Metallica. Vydavatelství se věnuje především heavy metalu, thrash metalu, hard rocku a hardcore punku. Hlavní sídlo má v New Yorku a některé i ve Philadelphii.
Mezi umělce Megaforce, kteří se objevili v žebříčku Billboard 200, patří Metallica, Anthrax, Overkill, Testament, Ministry, Bad Brains, Meat Puppets a Skid Row získaly různé certifikace RIAA v USA.
Spoluzakladatelka Megaforce Marsha Zazula zemřela na rakovinu 10. ledna 2021 ve věku 68 let, a její manžel a spoluzakladatel Jon Zazula zemřel o rok později, 1. února 2022, ve věku 69 let.